# Đào tạo hợp tác quốc tế
Đào tạo hợp tác quốc tế là hình thức liên kết đào tạo giữa nhiều nước và vùng lãnh thổ. Đào tạo hợp tác quốc tế phối hợp hoạt động giáo dục đào tạo để thúc đẩy sự phát triển về chất và lượng của giáo dục. Hoạt động đào tạo hợp tác quốc tế đang diễn ra mạnh và trong lĩnh vực đào tạo đại học và sau đại học. Hiện nay, hầu hết các trường đại học lớn trên cả nước đều đã có và xúc tiến đào tạo hợp tác quốc tế.

## Mục tiêu phát triển hợp tác quốc tế[1]
1. Tiếp cận chuẩn mực giáo dục đại học tiên tiến của thế giới phù hợp với yêu cầu phát triển của Việt Nam, tham gia đào tạo nhân lực khu vực và thế giới.
2. Đưa hợp tác quốc tế góp phần tích cực thực hiện mục tiêu đào tạo, nghiên cứu khoa học chất lượng cao, ngang tầm khu vực, từng bước đạt trình độ quốc tế.
3. Hợp tác quốc tế bình đẳng trong các hoạt động đào tạo, nghiên cứu khoa học và sản xuất có hiệu quả nhằm nâng cao nội lực và đem lại nguồn thu cho nhà trường.

## Phương hướng hợp tác quốc tế
- Đa phương hoá, đa dạng hoá loại hình hợp tác, tăng cường hội nhập khu vực và quốc tế. Chú trọng đẩy mạnh hợp tác với các cường quốc trên thế giới về giáo dục đại học và nghiên cứu khoa học (các nước Bắc Mỹ, Liên minh châu Âu, các nước Đông Bắc Á, Đông Âu).
- Tăng cường, mở rộng và chính thức hóa các hoạt động hợp tác trao đổi giảng viên và sinh viên với các trường đại học trên thế giới, có thể cùng liên kết với các trường đại học và các cơ sở giáo dục liên quan trong nước để triển khai mô hình hợp tác này.
- Phát triển hoạt động liên doanh, liên kết với các trường đại học trên thế giới trong việc tuyển sinh, đào tạo đại học cho sinh viên Việt Nam tại Việt Nam và tại các nước khác như mô hình nhiều trường Đại học của Việt Nam đã áp dụng.
- Phát triển các dự án nghiên cứu liên quốc gia nhằm tăng cường học tập và trao đổi kinh nghiệm lẫn nhau.
- Từng bước triển khai các hoạt động dịch vụ, tăng nguồn thu cho nhà trường thông qua hợp tác quốc tế. mở rộng quyền tự chủ, có cơ chế chính sách khuyến khích các đơn vị và cá nhân về hợp tác quốc tế trong khuôn khổ luật pháp.
- Tranh thủ sự giúp đỡ của các tổ chức quốc tế và các trường đại học để tìm kiếm các nguồn học bổng tài trợ cho cán bộ- giảng viên đi đào tạo, bồi dưỡng để nâng cao trình độ, tài trợ học bổng cho sinh viên xuất sắc hoặc hoàn cảnh khó khăn. Tìm kiếm các nguồn kinh phí để tài trợ cho nghiên cứu khoa học, cử cán bộ- giảng viên có trình cao đi giao lưu khoa học với nước ngoài.
- Khuyến khích các giảng viên, các nhà khoa học làm công tác hợp tác quốc tế nhằm tạo ra mạng lưới cộng tác viên trong hợp tác quốc tế với chính sách động viên, khen thưởng kịp thời; đồng thời nâng cao chất lượng đội ngũ cán bộ chuyên trách.

## Các hình thức hợp tác quốc tế
Để thực hiện phương hướng và mục tiêu hợp tác quốc tế nêu trên, các trường đại học đều có Ban Quan hệ Quốc tế nhằm thực thi và vận hành các chương trình hợp tác quốc tế

### Chương trình hợp tác đào tạo quốc tế theo hình thức 1+3 (+4)
Đây là chương trình liên kết đào tạo trong đó có 1 năm học dự bị một trường ở Việt Nam và 3 năm hoặc 4 năm học đại học tại nước ngoài. Trong thời gian học tại Việt Nam, sinh viên được học ngôn ngữ và một số môn cơ bản như Toán, Tin học. Chương trình đào tạo này giúp sinh viên đạt yêu cầu đầu vào về ngôn ngữ trước khi sang học tại trường đối tác. Sau khi kết thúc khóa học dự bị ngôn ngữ, sinh viên có thể chuyển học đại học tại các trường. Một số trường nước ngoài đang hợp tác đào tạo với các trường trong nước như: Trường Đại học James Cook (Australia), Trường Đại học Kaplan (Hoa Kỳ), Học viện Phát triển Quản lý Singapore (MDIS), Trường Đại học châu Á- Thái Bình Ritsumeikan (Nhật Bản), Trường Đại học Saxion (Hà Lan), Trường Đại học Dục Đạt (Đài Loan) và Trường Đại học Khoa học và Kỹ thuật điện tử Quế Lâm (Trung Quốc),Đại học Leeds Metropolitan, Đại học Gloucestershire, Đại học Troy, Đại học Rennes 1 (Pháp).

### Chương trình hợp tác đào tạo quốc tế theo hình thức 1+3 và 2+2
Đây là chương trình liên kết đào tạo cho phép sinh viên học theo chương trình đào tạo của nước ngoài trước khi đi du học. Sau khi học hết 1 hoặc 2 năm tại Việt Nam, sinh viên được chuyển tiếp vào năm thứ 2 hoặc năm thứ ba của trường bạn. Đây là hình thức đào tạo tiết kiệm chi phí cho các bậc phụ huynh và giúp tạo nền về ngôn ngữ và kiến thức tốt trước khi sinh viên ra nước ngoài. Một số trường đại học trong nước đang hợp tác đào tạo với các trường trong nước theo mô hình 2+2 như: Trường Kinh doanh Quốc tế SolBridge, Hàn Quốc tổ chức liên kết đào tạo ngành Quản trị kinh doanh cùng Đại học Ngoại thương. 

### Chương trình liên kết đào tạo 3+1
Đây là chương trình liên kết đào tạo 3 năm tại Việt Nam và 1 năm tại nước ngoài. Tham gia chương trình này các sinh viên tiết kiệm được khoản chi phí rất lớn mà có cơ hội lấy bằng quốc tế. Chương trình đào tạo 3 năm tại Việt Nam được đối tác nước ngoài công nhận trong đó tập trung vào những kiến thức chuyên ngành chủ yếu và học ngôn ngữ.